# Clã Aoyama
O clã Aoyama (青山氏, Aoyama-shi) foi um clã do Japão proeminente durante o Período Sengoku. Originou-se na província de Kōzuke; entretanto, membros da família se mudaram para a província de Mikawa e serviram ao clã Matsudaira (depois conhecido como clã Tokugawa). Os Aoyama se tornaram uma família daimyo durante o Período Edo.